# 却藏寺
却藏寺 （藏語：ཆུ་བཟང་དགོན་པ，威利转写：chu bzang dgon pa，称“却藏具喜不变洲”），位于青海省海东地区互助土族自治县城北约20公里处。湟北四大名寺之一(广惠寺、却藏寺、佑宁寺、夏琼寺)。
1648年，哲蚌寺高僧一世却藏南杰班觉(1578一1651，西藏堆垅人)辞去佑宁寺法台，在今互助南门峡本朗扎西滩(亦称却藏滩)开始筹划建寺。1649年寺院初建，取名“却藏具喜不变洲”，后世简称却寺，南杰班觉也就成为了寺主(今已转至第7世)。
據說在文革時遭到破壞，但之後又重建二棟寺院，但已不復當時的輝煌。